# Sălbaticul Bill (film din 1995)
Sălbaticul Bill (în engleză Wild Bill) este un film american Western biografic de acțiune din 1995 co-scris și regizat de Walter Hill despre ultimele zile ale legendarului om al legii Wild Bill Hickok. În rolurile principale au interpretat Jeff Bridges, Ellen Barkin, John Hurt și Diane Lane. Filmul a fost distribuit de United Artists. Alături de  Walter Hill, la scenariu au contribuit și  Pete Dexter, autorul cărții Deadwood, și Thomas Babe, autorul piesei Fathers and Sons. Filmul a fost descris ca un „western psihedelic”.

## Distribuție
- Jeff Bridges - James Butler "Wild Bill" Hickok
- Ellen Barkin - Martha Jane "Calamity Jane" Cannary
- John Hurt - Charley Prince
- Diane Lane - Susannah Moore
- Keith Carradine - William Frederick "Buffalo Bill" Cody
- David Arquette - Jack McCall
- Christina Applegate - Lurline Newcomb
- Bruce Dern - Will Plummer
- James Gammon - California Joe Milner
- Marjoe Gortner - Preacher
- James Remar - Donnie Lonigan
- Steve Reevis - He Who Whistles
- Pato Hoffmann - Cheyenne Leader
- Dennis Hayden - Phil Coe
- Peter Jason - Dave McCandless
- Lee de Broux - Carl Mann